# Le tre scimmie sagge

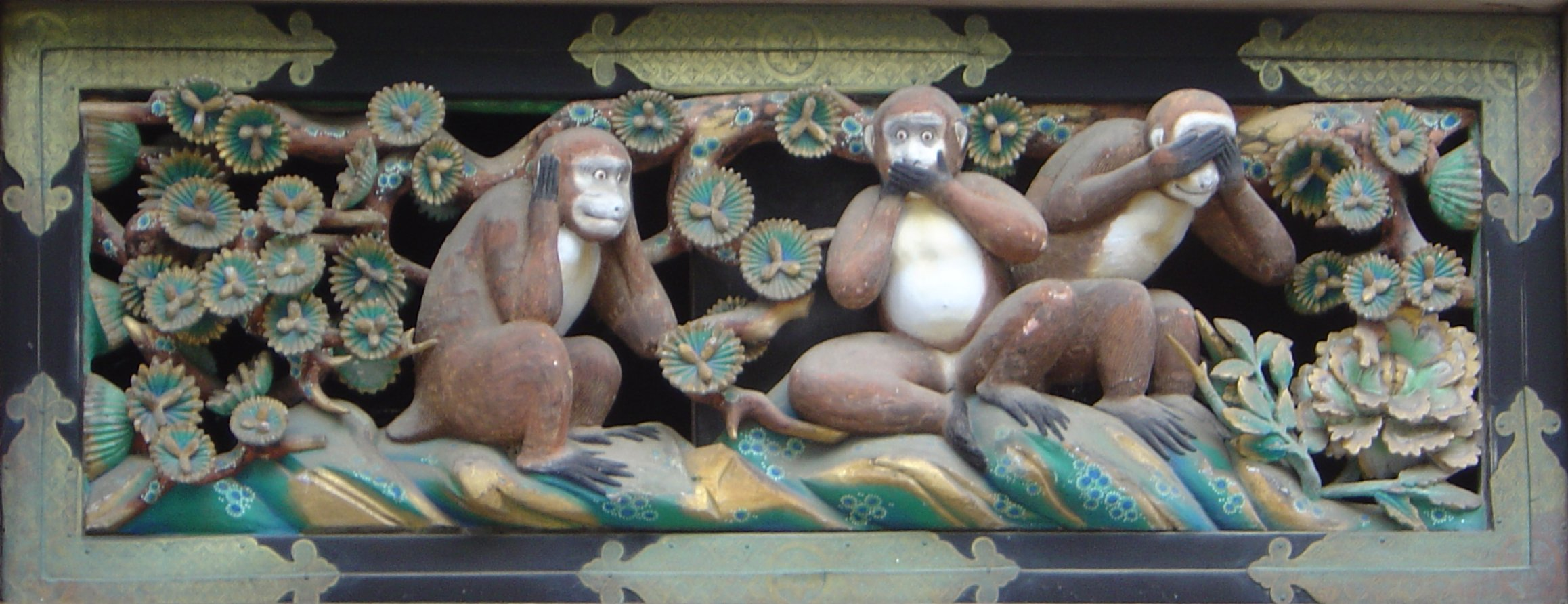
Statua delle tre scimmie al Santuario di Nikko.

Le tre scimmie sagge (in giapponese: 三猿, san'en o sanzaru, o 三匹の猿, sanbiki no saru, letteralmente "tre scimmie") sono un motto illustrato.

## Descrizione

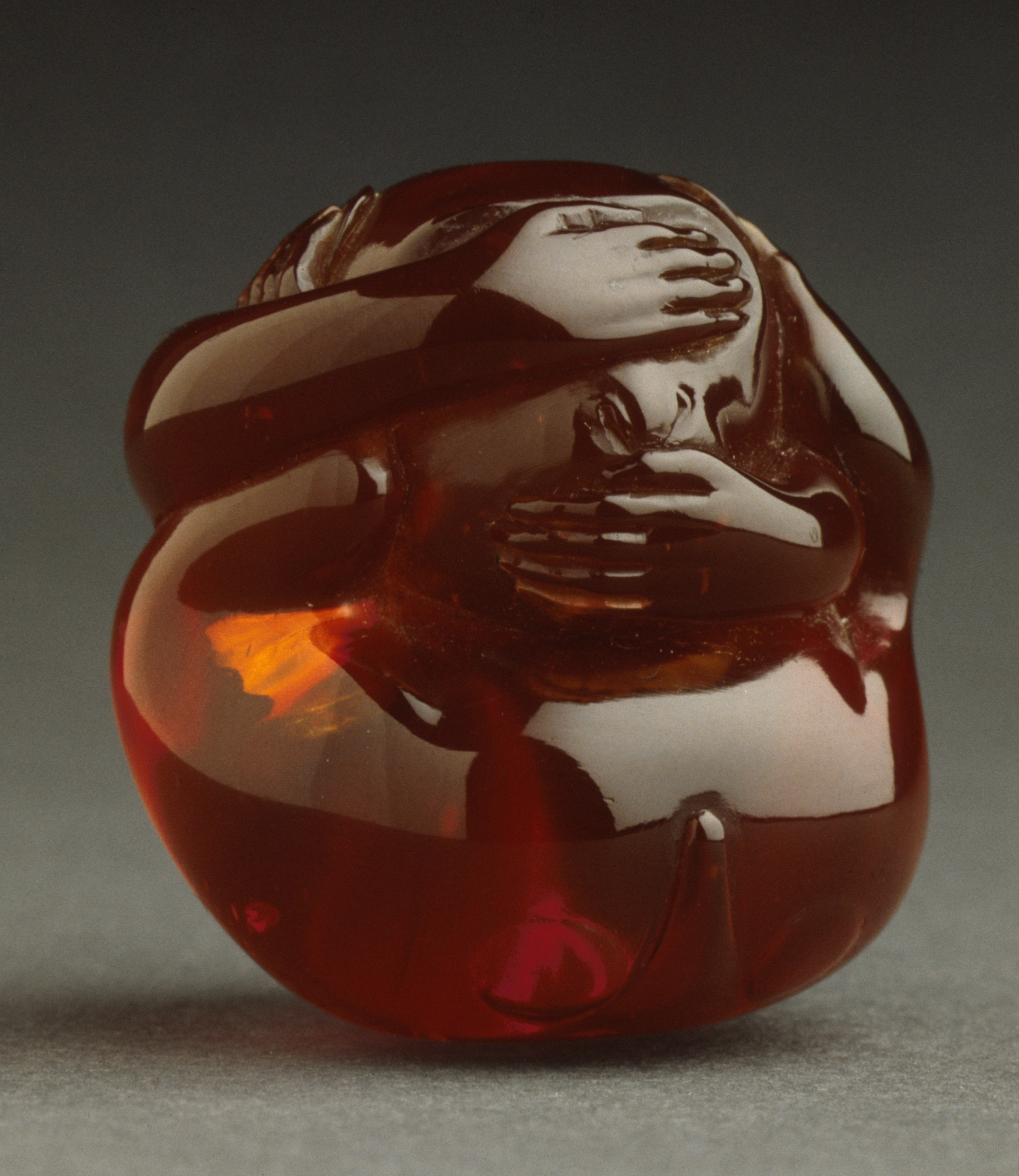
Statuetta del "non vedo, non sento, non parlo"

Queste tre scimmie insieme danno corpo al principio proverbiale del "non vedere il male, non sentire il male, non parlare del male". I loro nomi sono "Mizaru", “scimmia che non vede il male”, "Kikazaru", “scimmia che non sente il male” e "Iwazaru", “scimmia che non parla del male”. A volte è rappresentata una quarta scimmia insieme alle altre, questa, "Shizaru" simboleggia il principio del “non compiere il male” e può essere raffigurata con le mani incrociate.
Esistono molteplici significati attribuiti a queste scimmie e al loro proverbio, associati all'essere di buon pensiero, di buona parola e di buone azioni.
Le tre scimmiette che si tappano con le mani rispettivamente gli occhi, le orecchie e la bocca, sono rappresentate in una cornice di legno nel santuario di Toshogu a Nikko. Insieme le tre scimmie erano le guardiane simboliche del mausoleo dello Shogun Tokugawa Ieyasu a Nikkō.
Non è raro associare l'espressione "non vedo, non sento, non parlo" ad una situazione in cui si ignora deliberatamente qualcosa o si evita di parlarne.